# 9418 Mayumi
9418 Mayumi este un asteroid din centura principală, descoperit pe 11 noiembrie 1995, de Naoto Satō și Takeshi Urata.